# Hideko Mizuno
Hideko Mizuno (水野英子, Mizuno Hideko, Shimonoseki, 29 oktober 1939) is een van de eerste Japanse vrouwen die een succesvolle shojo mangaka werd. Tijdens haar verblijf in Tokiwa-so was ze Osamu Tezuka's assistent. In 1955 maakte ze haar professionele debuut met Akakke Kouma Pony. Tijdens de jaren 1960 en 1970 was ze een bekend shojo artieste. Haar populariteit begon met White Troika, welke in 1963 uitgegeven werd in het magazine Margaret.
In 1969 tekende Mizuno Harp of the Stars, een liefdesverhaal gebaseerd op Noordse mythologie.
Mizuno is vooral bekend voor Fire!, een van de eerste shojo manga met een mannelijk hoofdpersonage. Ze won er in 1970 de Shogakukan Manga-prijs voor. Haar Honey Honey no Suteki na Bouken uit 1966 werd verwerkt tot een anime.
Mizuno tekende ook manga over en voor volwassen vrouwen. Deze waren te onderscheiden van haar kinderwerk omdat er heteroseksuele liefde in voorkwam. Mizuno vond hiervoor inspiratie bij romantische Hollywood films met Audrey Hepburn.
- CiNii: DA04047822
- International Standard Name Identifier: 0000 0000 4689 993X
- Library of Congress Control Number: nr91018986
- Bibliotheek van het Japanse parlement: 00046074
- Virtual International Authority File: 54003664
- WorldCat: E39PBJdCvcbpYWhgFYJpMkK8G3